# Litacz
Litacz (647 m n.p.m.) – wzniesienie w północno-wschodniej części Beskidu Wyspowego. Jest to wzniesienie mało wybitne, ale ważne; na jego szczycie spotykają się granice trzech wsi, dwóch gmin i dwóch powiatów w województwie małopolskim: Wysokie (powiat limanowski), Krasne Potockie i Trzetrzewina (powiat nowosądecki). W miejscu tym jest także punkt triangulacyjny.
Litacz znajduje się około 400 m na wschód od zakrętu drogi krajowej nr 28 we wsi Wysokie. Jest to miejsce charakterystyczne, po południowej stronie tej drogi jest bowiem duży parking, bufet i punkt widokowy. Jest to najwyższy punkt na drodze nr 28 na odcinku między Nowym Sączem a Limanową. Sam szczyt Litacza jest bezleśny, ale jego północne stoki porasta las.